# Hemijski računar
Hemijski računar, takođe nazvan reakciono-difuzioni računar, BZ računar (stoji za Belousov–Zhabotinsky računar) ili "goware" računar je nekonvencionalan računar zasnovan na polu čvrstoj hemijskoj "supi" gde su podaci skladišteni pomoću različito koncentrovanih hemikalija. Izračunavanja se vrše pomoću prirodnih hemijskih reakcija.

## Pozadina
Prvobitno su hemijske reakcije viđene kao jednostavan korak napred ka stabilnom ekvilibrijumu koji nije bio obećavajući za računarstvo. Ovo je promenjeno otkrićem od strane Borisa Belousova, Sovjetskog naučnika 1950. Otkrio je hemijsku reakciju između različitih soli i kiselina koje se kružno kreću između žute boje i prozirnog izgleda zbog koncentracije različitih komponenti. U to vreme, ovo je smatrano nemogućim jer je ovo išlo protiv drugog zakona termodinamike, koja kaže da će se u zatvorenom sistemu entropija jedino povećavati tokom vremena, što dovodi do toga da se komponente u mešavini distribuiraju same dok se ne uspostavi ekvilibrijum što čini sve promene u koncentracijama nemogućim. Ali moderne teoretske analize pokazuju da nepotrebno zakomplikovane rekacije zaista mogu da dovedu do fenomena bez kršenja zakona prirode. Anatol Zhabotinsky je vrlo direktno i jednostavno demonstrirao da je to moguće uz korišćenje Belousov-Zhabotinsky reakcije koja pokazuje obojene spiralne talase.
Talasna svojstva BZ reakcije omogućavaju prenos informacija na isti način kao i svi ostali talasi. Ovo i dalje ostavlja potrebu za računanje koje se izvršava konvencionalnim mikro čipovima, koji koriste binarni kod prebacujući i menjajući jednice i nule kroz komplikovani sistem logičkih gejtova. Da bi se izvršilo bilo kakvo prihvatljivo izračunavanje neophodno je imati NAND gejtove. (NAND kolo ima dva bitovska ulaza. Njegov izlaz je nula ako su oba bita na ulazu jedan, u suprotnom je jedan). U verzijama hemijskog računara, logička kola su implementirana pomoću koncentracioih talasa koji pojačavaju ili blokiraju jedni druge na različite načine.

## Trenutno stanje u razvoju
1989. demonstrirano je kako pomoću hemijskih reakcija osetljivih na svetlost moguće izvršiti obradu slika. Ovo je dovelo do velikog napredka i povećanja zainteresovanosti u polju hemijskih računara.
Andrew Adamatzky je na University of the West of England demonstrirao jednostavno logičko kolo koristeći reakciono-difuzione procese. Štaviše, on je teoretski pokazao kako hipotetički "2+ medium" modelovan kao ćelijski automat može da izvrši izračunavanja. Adamatzky je bio inspirisan člankom o teoriji izračunavanja koristeći kugle na stolu za bilijar. Da bi prebacio ovaj princip na BZ-hemikalije i zamenio kugle za bilijar sa talasima koristio je sledeći prinicip: ako se dva talasa sretnu na kraju, oni kreiraju treći talas koji se registruje kao jedinica. Pokazao je ovu teoriju na praktičan način i bavio se time da proizvede hiljade hemijskih verzija logičkih kola da bi kreirao hemijski džepni kalkulator.
Jedan od problema sa trenutnom verzijom ove tehnologije je brzina talasa koji se kreću brzinom od nekoliko milimetara po minutu. Po Adamatzky-om, ovaj problem može biti otklonjen smeštanjem gejtova jako blizu jedan drugom, da bi se osigurao brz prenos signala. Druga mogućnost bi mogle da budu nove hemijske reakcije u kojima se talasi mnogo brže kreću.
Godine 2014, hemijski računarski sistem je razvijen od strane internacionalnog tima predvođenog švajcarskim federalnim laboratorijama za nauke o materijalima i tehnologijama (Swiss Federal Laboratories for Materials Science and Technology) (Empa). Hemijski računar korišćen je za izračunavanje površinskog pritiska primenom Marangoni efekta korišćenjem kiselkastog gela da bi se pronašla najoptimalnija putanja između tačaka A i B, i pritom je postigao veću brzinu nego konvencionalni Satellite Navigation sistem koji je pokušavao da izračuna istu putanju.
Godine 2015, studenti diplomci Stanford univerziteta su konstruisali računar korišćenjem magnetnih polja i kapljica vode spojenih sa magnetnim nanočesticama, i pritom su prikazali osnovne principe korišćene u hemijskim računarima.
Godine 2015, studenti univerziteta u Vašingtonu kreirali su programski jezik za hemijske reakcije (prvobitno razvijen za DNK analizu).